# Acacia rubida
Acacia rubida é uma espécie de leguminosa do gênero Acacia, pertencente à família Fabaceae.